# Wild Youth (музичка група)
Wild Youth је ирска музичка група коју су 2016. године у Даблину основали Давид Велан, Ед Портер, Конор О'Донохо и Калум Мекадам.

## Историја
Wild Youth је 2016. године основала група пријатеља из Даблина. Године 2017. објавили су дебитантски сингл All or Nothing, који је постигао умерени успех, што их је довело до отварања неких концерата за Зару Ларсон и Најла Хорана. У децембру 2017. упознали су се са Денијем О'Донохјуом из -а на 2FM Xmas Ball догађају, који је постао њихов ментор, што их је довело до снимања нове музике у Лондону и отварања за европске концерте групе Kodaline.
Године 2018. сингл Can’t Move On достигао је 59. место на Ирској лествици синглова, што је прво појављивање Wild Youth-а на лествицама. Следећи сингл, Making Me Dance, зауставио се на броју 73. У јануару 2019. објављен је њихов први ЕП, The Last Goodbye, који је дебитовао на 5. месту Ирској летсвици албума.
У фебруару 2023. Wild Youth је учествовао на Eurosong-у 2023, ирском националном финалу за Песму Евровизије 2023, где су се такмичили са песмом We Are One. Заузели су прво место, поставши представници Ирске на Песми Евровизије у Ливерпулу.

## Чланови
- Давид Велан – вокал, гитара
- Ед Портер – вокал, гитара
- Конор О'Донохо – вокал, клавијатуре
- Калум Мекадам – бубњеви

## Дисцографија

### ЕП
- 2019 –
- 2021 –

### Синглови
- 2017 –
- 2017 –
- 2018 –
- 2019 –
- 2019 –
- 2020 –
- 2020 –
- 2021 –
- 2021 –
- 2022 –
- 2022 –
- 2023 –